# Summer Games II
Summer Games II est un jeu vidéo de sport développé par Epyx et édité par Commodore Gaming, sorti en 1985 sur Commodore 64, Apple II, IBM PC, Atari ST, DOS, ZX Spectrum, Amstrad CPC, Amiga et la Console virtuelle (Wii). Il s'agit de la suite de Summer Games.

## Système de jeu
Les sports représentés sont le triple saut, le saut en hauteur, l'aviron, le lancer du javelot, l'équitation, l'escrime, le canoë-kayak et le cyclisme.

## Accueil
| Summer Games II |      |       |
| Média           | Pays | Notes |
| Tilt            | FR   | 6/6   |
| Zzap!64         | GB   | 97 %  |